# La battaglia delle Midway
La battaglia delle Midway (The Battle of Midway) è un cortometraggio girato personalmente dal regista John Ford durante l'attacco giapponese alle isole Midway su commissione dell'U.S. NAVY. Ford fu ferito dal fuoco nemico durante le riprese della battaglia.

Particolare apprezzabile è l'uso del colore nella registrazione della pellicola 16 millimetri.

## Riconoscimenti
- Premio Oscar al miglior documentario
- L'impegno del regista viene rappresentato nel film Midway del 2019, regia di Roland Emmerich.